# Worlds on Fire
Worlds on Fire is de debuut-ep van de Nederlandse singer-songwriter Duncan Laurence. De ep werd uitgebracht op 13 mei 2020 door Spark Records, en bevat de singles Arcade, Love Don't Hate It en Someone Else.
Arcade was uitgebracht op 7 maart 2019 als Nederlandse inzending voor het Eurovisiesongfestival 2019 in Tel Aviv en werd uitgevoerd op 16 mei tijdens het laatste deel van de tweede halve finale. In deze halve finale plaatste Laurence zich voor de finale op 18 mei, die hij uiteindelijk won met 498 punten. Het nummer kwam op plek een van de Nederlandse Top 40, Single Top 100, Mega Top 30 en de Belgische Radio 2 Top 30. Ook in Estland, IJsland en Luxemburg kwam het nummer op één. Love Don't Hate It is de tweede single van de ep en werd op 23 oktober 2019 uitgebracht. Dit nummer kwam op plek 41 van de Single Top 100. Als derde werd de single Someone Else uitgebracht op 13 mei 2020.

## Tracklist
| Nr. | Titel              | Schrijver(s)                                                                 | Producer(s)                                  | Duur |
| --- | ------------------ | ---------------------------------------------------------------------------- | -------------------------------------------- | ---- |
| 1.  | Beautiful          | Duncan Laurence, Martijn Konijnenburg, Tom Martin, Bradley Richard Mair      | Duncan Laurence, Bradley Richard Mair        | 4:17 |
| 2.  | Yet                | Duncan Laurence, Lodewijk Martens, Matthijs de Ronden, Will Knox             | Duncan Laurence, Lodewijk Martens, Will Knox | 3:01 |
| 3.  | Arcade             | Duncan Laurence, Wouter Hardy, Joel Sjöö                                     | Oscar Holleman, Wouter Hardy                 | 3:03 |
| 4.  | Someone Else       | Duncan Laurence, Brett McLaughlin, Bram Inscore, Jonny Price, PJ Harding     | Brett McLaughlin, Bram Inscore               | 3:04 |
| 5.  | Love Don't Hate It | Duncan Laurence, Robert Gerongco, Sam Farrar, Samuel Gerongco, Michelle Buzz | Tofer Brown                                  | 2:51 |